# Yasser Al-Habib
Yasser Al-Habib in arabo ياسر الحبيب‎? (Kuwait, 1979) è una personalità sciita kuwaitiana, emigrato in Inghilterra nel 2004.
Fu arrestato nel novembre 2003 con l'accusa di maledire Abū Bakr, Umar e Aisha.
Ha inciso due conferenze in lingua inglese dal titolo: "Chi ha ucciso il profeta Maometto?" (Who killed the Prophet Muhammad) e "Perché gli sciiti odiano Umar Ibn al-Khattab" (Why do Shiites hate Umar Ibn al-Khattab)

## Attività
Recentemente nel giugno del 2010 Al-Habib trasferita in un nuovo ufficio a Londra. Il nuovo ufficio include:
- "Sayed al-Shuhada Hussainia"
- "Hawzat al-Imamain al-Askariyain" (scuola religiosa)

così come comprende uffici dei membri di:
- Organizzazione di Khoddam al-Mahdi
- Al-Menbar Media
- Fadak canale satellitare
- Il Giornale sciita (The Shia Newspaper)[4]